# Lindsey Hochman
Lindsey Hochman (ur. 2 czerwca 1984 r.) – amerykańska wioślarka.

## Osiągnięcia
- Mistrzostwa Świata – Poznań 2009 – czwórka podwójna wagi lekkiej – 3. miejsce[1].
- Mistrzostwa Świata – Bled 2011 – czwórka podwójna wagi lekkiej – 3. miejsce[1]